# Elvis Marecos
Elvis Israel Marecos (Itá, 15 de fevereiro de 1980) é um futebolista profissional paraguaio que atua como defensor, atualmente defende o 12 de Octubre.